# František Plechatý
František Plechatý (1. října 1917 – ???) byl český a československý politik Komunistické strany Československa a poúnorový poslanec Národního shromáždění ČSR.

## Biografie
V roce 1949 byl členem Krajské odborové rady v Liberci.
Ve volbách roku 1948 byl zvolen do Národního shromáždění za KSČ ve volebním kraji Liberec. V parlamentu zasedal do konce funkčního období, tedy do voleb v roce 1954.